# 캐리 쿤
캐리 쿤(Carrie Coon, 1981년 1월 24일 ~ )은 미국의 배우이다. 2013년 극 《누가 버지니아 울프를 두려워 하는가?》(Who's Afraid of Virginia Woolf?)로 토니상을 수상하였다. 2014년에는 HBO의 드라마 《레프트오버》와, 데이비드 핀처의 영화 《나를 찾아줘》에 조역으로 출연하였다.

## 출연 작품
- 더 포스트 - 멕 그린필드 역
- 그레이트 초이스
- 킨: 더 비기닝 - 모건 역
- 위도우즈
- 고스트버스터즈 라이즈 - 캘리 역
- 더 네스트
- 고스트버스터즈: 오싹한 뉴욕 - 캘리 역